# Задача про голку

Розворот голки всередині дельтоїди

Задача про голку полягає у визначенні найменшої площі фігури на площині, в якій одиничний відрізок, «голку», можна розвернути на 180 градусів, повернувши його у початкове положення з оберненою орієнтацією. Це можна зробити в колі радіуса 1/2. Інший приклад — наведена на малюнку фігура, обмежена дельтоїдою, яка має меншу площу.
Виявляється, що можна побудувати фігуру з довільно малою площею.

## Історія
Це питання розглядав Какея. Він довів, що для опуклих областей найменша площа досягається для рівностороннього трикутника з висотою 1. Його площа дорівнює {\displaystyle 1/{\sqrt {3}}}.
Можливо, Какея також висунув гіпотезу, що фігура, обмежена дельтоїдою, наведена на малюнку, має найменшу площу. Це твердження спростував Безикович.

## Множина Безиковича
Безикович побудував компактну множину {\displaystyle K} нульової міри, що містить одиничний відрізок у будь-якому напрямку.
Звідси легко випливає, що голку можна розвернути у фігурі довільно малої площі. Дійсно, легко бачити, що одиничне коло можна розбити на сектори і лише паралельними переносами помістити в довільно малий окіл множини {\displaystyle K}.
Зауважимо, що одиничний відрізок можна пересунути на паралельну пряму у фігурі довільно малої площі. Тому, повернувши відрізок в одному секторі, його можна перетягнути в наступний, пройшовши множиною довільно малої площі; повторивши цю операцію кілька разів, отримаємо необхідний розворот.

## Варіації та узагальнення
- У побудові Безіковіча при прямуванні площі фігури до нуля її діаметр прямує до нескінченності. 1941 року Г. Дж. Ван Альфен показав[1], що голку можна розвернути у фігурі як завгодно малої площі, розташованої всередині кола з радіусом {\displaystyle 2+\varepsilon } (для довільного {\displaystyle \varepsilon >0}).

- Існують однозв'язні множини, в яких можна розвернути голку, з площею меншою, ніж у фігури, обмеженою дельтоїдою.
  - Такі приклади знайдено 1965 року. Мелвін Блум та І. Ю. Шенберг показали, що їхню площу можна зробити довільно близькою до {\displaystyle {\tfrac {\pi }{24}}(5-2{\sqrt {2}})}.
  - 1971 року Каннінгем показав[2], що для будь-якого {\displaystyle \varepsilon >0} існує підхожа однозв'язна фігура з площею менше {\displaystyle {\tfrac {\pi }{108}}+\varepsilon }, що міститься в колі радіуса 1.

- Визначимо множину Безиковича[en] в Rn як множину нульової міри, що містить одиничний відрізок у будь-якому напрямку (таку множину також називають множиною Какеї). Так звана гіпотеза Какеї стверджує, що множини Безиковича мають розмірність n (за Гаусдорфом і за Мінковським), тобто рівну розмірності простору, який їх містить.
  - Гіпотеза Какеї істинна в розмірності 1 і 2[3].
  - Вольф показав[4], що в n-вимірному просторі розмірність множини Безиковича має бути принаймні (n +2)/2.
  - 2002 року Кац і Тао покращили оцінку Вольфа[5], показавши, що розмірність не може бути меншою, ніж {\displaystyle (2-{\sqrt {2}})(n-4)+3}. Ця оцінка краща для n > 4.

- Визначимо (n, k)-множину Безиковича як компактну множину в Rn нульової міри, що містить у кожному k-вимірному напрямку k-вимірний одиничний диск.
Гіпотеза про (n, k)-множини Безиковича: (n, k)-множин Безиковича не існує при k >1.
  - 1979 року Марстранд довів[6], що не існує (3, 2)-множини Безиковича.
  - Приблизно тоді ж, Фолкнер довів[7], що немає (n, k)-множин для 2 k > n.
  - Найкраща оцінка нині належить Бургену, який довів[8], що множин, які мають 2k-1 + k > n, немає.

- У 1997[9] і 1999[10] роках Вольф довів, що множини, що містять сферу будь-якого радіуса, повинні мати повну розмірність, тобто розмірність простору, який їх містить.

- Еліас Штайн довів[11], що будь-яка множина, що містить сферу навколо кожної точки, повинна мати додатну міру при n ≥ 3, і Марстранд довів[12] те саме для випадку n = 2.

- 1999 року Вольф сформулював аналог задачі про голку для скінченних полів. Нехай F скінченне поле. Множину K ⊆ Fn називають множиною Безиковича, якщо для кожного вектора y ∈ Fn існує такий x ∈ Fn, що K містить усі вектори вигляду {x + ty : t ∈ F}.

- Задача про голку в просторі над скінченним полем: Число елементів K не менше, ніж cn|F|n де cn > 0 — стала, яка залежить тільки від n.
- Двір довів цю гіпотезу для cn = 1/n!, скориставшись таким аргументом. Він зазначив, що будь-який многочлен із n змінними степеня менш ніж |F|, який дорівнює нулю на множині Безиковича, має бути тотожно рівним нулю. З іншого боку, многочлени з n змінними степеня менш ніж |F| утворюють векторний простір розмірності

{\displaystyle {|\mathbf {F} |+n-1 \choose n}\geqslant {\frac {|\mathbf {F} |^{n}}{n!}}.}
Отже, існує хоча б один нетривіальний многочлен степеня меншого, ніж |F|, який дорівнює нулю на довільній множині з меншою кількістю точок. Звідси множина Безиковича повинна мати хоча б |F|n/n! точок. Про цю задачу Двір написав оглядову статтю.

## Застосування
- 1971 року Фефферман використав побудову множини Безиковича, щоб показати, що в розмірності більшій, ніж 1, зрізані[уточнити] інтеграли Фур'є, взяті за кулями з центром у початку координат із радіусами, що прямують до нескінченності, можуть не збігатися за нормою Lp при р ≠ 2 (на відміну від одновимірного випадку, де такі зрізані інтеграли збігаються).